# Love Letters (album de Metronomy)
Pour les articles homonymes, voir Love Letters.
Albums de Metronomy
The English Riviera
(2011) Summer 08
(2016)
Love Letters, entièrement écrit et composé par Joseph Mount, est le quatrième album du groupe anglais Metronomy, sorti le 10 mars 2014 chez Because Music.

## Pistes
| No  | Titre                       | Durée |
| --- | --------------------------- | ----- |
| 1.  | The Upsetter                | 4:17  |
| 2.  | I'm Aquarius                | 4:01  |
| 3.  | Monstrous                   | 3:53  |
| 4.  | Love Letters                | 5:15  |
| 5.  | Month of Sundays            | 3:36  |
| 6.  | Boy Racers                  | 4:18  |
| 7.  | Call Me                     | 3:51  |
| 8.  | The Most Immaculate Haircut | 4:30  |
| 9.  | Reservoir                   | 3:14  |
| 10. | Never Wanted                | 4:36  |

## Musiciens
- Joseph Mount : chant, guitare, basse, batterie
- Oscar Cash : piano, claviers
- Michael Lovett : claviers
- Luke Oldfield : guitare électrique (sur The Upsetter)
- Gabriel Stebbing : guitare acoustique (sur The Upsetter)
- The Proper Ornaments : guitare (sur Month Of Sundays)
- Airelle Besson : cuivres, arrangement des cuivres
- Daniel Zimmermann, Thomas de Pourquery : cuivres
- Olugbenga Adelekan : basse
- Anna Prior : batterie
- HowAboutBeth, Jaelee Small, Kenzie May Bryant : chœurs

## Réception critique
L'album reçoit globalement des critiques positives et plus mitigées :
- Sensritique : 6,4 sur 10[1]
- Sound of violence : « Loin d'être parfait, ce disque possède cependant le charme de ses défauts »[2]
- Goute mes disques : « loin d’être déshonorant ou absolument inutile, Love Letters est un demi-éche »[3]